# معدن شیخ سوره
معدن شیخ سوره مربوط به دوره سلجوقیان - دوره ایلخانی است و در شهرستان ابهر، بخش مرکزی، دهستان سلطانیه، روستای ارجین واقع شده و این اثر در تاریخ ۲۶ دی ۱۳۸۶ با شمارهٔ ثبت ۲۰۵۲۷ به‌عنوان یکی از آثار ملی ایران به ثبت رسیده است.